# America (1788)
America (1788) — 74-пушечный французский линейный корабль типа Temeraire. Был спущен на воду 21 мая 1788 года на верфи в Бресте. Первые пять лет службы провел в составе французского флота, но был захвачен британцами во время сражения, известного как Славное первое июня. Впоследствии корабль вошел в состав Королевского флота и был переименован в HMS Impétueux, так как в британском флоте уже был корабль называвшийся America. Он продолжал службу до 1813 года приняв участие во многих морских сражениях периода Французских революционных и Наполеоновских войн.

## Захват
1 июня 1794 года America, под командованием капитана Луи Эритье, в составе эскадры Вилларе де Жуайёза принял участие в сражении, известном как Славное первое июня. Оба флота сформировали линию на расстоянии 6 миль друг от друга, при этом America был третьим кораблем французской колонны. Он был атакован британским 74-пушечным кораблем Leviathan и два часа вёл с ним близкий бой. America был очень сильно поврежден, лишился всех мачт и понес тяжелые потери: 134 человека убитыми и 110 ранеными. Видя что дальнейшее сопротивление бессмысленно, America сдался экипажу Leviathan.

## Британская служба
Корабль был принят в состав Королевского флота, но так как в строю уже был корабль, названный America, то приз был переименован в Impetueux (Impetueux был ещё одним французским кораблём, захваченным во время боя. но сгорел сразу после прибытия в Англию). По прибытии в порт с America были сняты чертежи, которые затем послужили основой для кораблей типа America.
Корабль был введен в эксплуатацию 5 октября 1796 года под командованием капитана Джона Виллета Пейна. После короткого ремонта в Портсмуте он отплыл в Спитхед в пятницу 11 октября, где ремонт корабля продолжился. От отплыл из Спитхеда 28 октября чтобы присоединиться к флоту Канала, вернувшись в Спитхед 1 января 1797 года. В том же году Пейн подал в отставку из-за плохого состояния здоровья, и командование кораблем принял капитан Сэмпсон Эдвардс. Он оставался на этом посту до начала 1799 года, пока 1 марта командование кораблем не принял капитан сэр Эдвард Пеллью.
В марте 1799 года на борту Impetueux вспыхнул мятеж. Однако морская пехота сохранила верность своему командиру, что позволило Пелью подавить мятеж. Трое зачинщиков были повешены, а ещё шестерых выпороли и перевели на другие суда.
В июне 1800 года эскадра под командованием капитана Эдуарда Пеллью на Impetueux, состоящая из 32-пушечного фрегата Thames, капитан Уильям Лукин, 16-пушечного шлюпа Cynthia и нескольких мелких судов были отправлены в залив Киберон, чтобы обеспечить высадку французских роялистов. 4 июня суда эскадры атаковали французские укрепления в юго-западной части залива и заставили замолчать батареи. Затем войска под командованием майора Рэмси высадились на берег и уничтожили береговые батареи. В результате нападения британцы захватили несколько судов и ещё несколько уничтожили. Потери были лишь у Cynthia, который потерял двух человек убитыми и одного раненым.
29 июля 1800 года шлюпки с Impetueux, Amethyst и Viper, под командованием лейтенанта Иеремии Кохлана с Viper, в гавани Порт-Луи атаковали стоящий там на якоре 7-пушечный бриг Cerbère. Экипаж брига отбил две попытки взять судно на абордаж, но третья попытка увенчалась успехом и бриг был захвачен. В этой операции британцы потеряли 1 убитого и восемь раненых. В 1847 году Адмиралтейство выпустило медаль с пряжкой «29 July Boat Service 1800», которой были награждены все выжившие участники этой операции.
25 августа 1800 года Impetueux принял участие в экспедиции к Ферролю на побережье Испании. Британские войска не встретив сопротивления высадились на небольшом пляже в районе мыса Приор. На рассвете 26 августа было отбито нападение большого испанского отряда. Эта победа, достигнутая со сравнительно небольшими потерями (16 убитых и 68 раненых), дала британцам возможность полностью овладеть высотами Брион и Балон, которые господствовали над городом и гаванью Ферроля. Однако британцы пришли к выводу, что город слишком хорошо укреплен и потому решили отказаться от нападения. В тот же вечер войска вернулись обратно к своим судам.
В ночь с 29 на 30 августа 1800 года корабельные шлюпки с London, Renown, Courageux, Impetueux, Stag, Amelia, Brilliant и Cynthia у мыса Виго атаковали 18-пушечный французский капер Guepe. Французы оказали ожесточенное сопротивление, но потеряв 25 человек убитыми и 40 ранеными через 15 минут были вынуждены сдаться. Британцы потеряли четырёх человек убитыми и 20 ранеными. За этот бой в 1847 году Адмиралтейство выпустило медаль с пряжкой «Boat Service 29 авг. 1800», которой были награждены все выжившие участники этого сражения.
Impetueux входил в состав эскадры лорда Кейта, состоящей из 22 линейных кораблей, 37 фрегатов и шлюпов и 80 транспортов, которая 2 октября 1800 года отплыла из Гибралтара имея на борту около 18000 солдат под командованием генерала сэра Ральфа Эберкромби. 4 сентября вице-адмирал встал на якорь в бухте Кадиса, и потребовал сдачи города, чтобы получить контроль над испанской эскадрой, стоящей на якоре в гавани. Когда Дон Томас де Морла, губернатор Кадиса, ответил британцам, что в городе и его окрестностях свирепствовала чума, англичане не стали атаковать город и экспедиция вернулась обратно в Гибралтар. Однако основной причиной того, что британцы были вынуждены отступить, было недостаточное число шлюпок, которые за раз могли перевести на берег всего 3000 солдат, в то время, как на берегу их ждал 8000 испанский гарнизон.
После заключения Амьенского мира Impetueux был отправлен в Плимут, где 14 апреля 1802 года он был выведен из состава флота и переведен в резерв. Весной 1803 года он прошел ремонт в доке Плимута, а так как возможность возобновления войны стала более вероятной, Impetueux был вновь введен в эксплуатацию 7 мая под командованием капитана Томаса Байама Мартина.
В 1808 году Impetueux, под командованием капитана капитан Джона Лоуфорд, входил в состав британской эскадры блокирующей порт Лорьян. 22 марта британская эскадра обнаружила два 40-пушечных французских фрегата, Italienne и Seine, которые направлялись в Лорьян. Британцы попытались перехватить фрегаты, но с наступлением ночи Italienne удалось прорваться и благополучно войти в гавань Лорьяна. Seine, который был атакован сначала 36-пушечным фрегатом Aigle, а затем и Impetueux, был вынужден выброситься на берег под защитой береговых батарей острова Груа. Хотя Seine затем был снят и отремонтирован, больше участия в боевых действиях он не принимал.
Impetueux оставался на службе до 1813 года, после чего было принято решение отправить корабль на слом.